# Moses Tanui
Moses Tanui (født 20. august 1965 i Nandi, Kenya) er en tidligere kenyansk atletikudøver (langdistanceløber), der vandt guld i 10.000 meter løb ved VM i Tokyo i 1991 og sølv på samme distance ved VM i Stuttgart i 1993.
Tanui tilhørte desuden verdenseliten i marathonløb, og vandt blandt andet det prestigefyldte Boston Marathon 2 gange, i 1996 og 1998.